# Темиртауское городское поселение
Темирта́уское городско́е поселе́ние — муниципальное образование в составе Таштагольского района Кемеровской области.
Административный центр — посёлок городского типа Темиртау.

## Географические данные
- Расположение: северная часть Таштагольского района
  - Граничит:
    - Мундыбашским городским поселением и Кузедеевской территорией Новокузнецкого района
    - Шерегешским городским поселением
    - Казским городским поселением
    - Каларским сельским поселениеми и Кузедееевской территорией Новокузнецкого района.

Реки:
- Тельбес
- Мундыбаш
- Тенеш — приток Мундыбаша
- Большой Таз

Высшая точка -гора Улудаг (708 м)

### Геологические особенности
Железные руды, доломит, мрамор.

## Население
| 2009  | 2010  | 2011  | 2012  | 2013  | 2014  | 2015  |
| ----- | ----- | ----- | ----- | ----- | ----- | ----- |
| 4390  | ↗4428 | ↘4408 | ↘4304 | ↘4225 | ↘4159 | ↘4116 |
| 2016  | 2017  | 2018  | 2019  | 2020  | 2021  |       |
| ↘4006 | ↘3972 | ↘3912 | ↘3842 | ↘3761 | ↗3786 |       |

## История
Темиртауский поссовет создан в 1931 году. С 1993 по 2004 — Темиртауская поселковая администрация.. В состав поссовета до 1960 входил поселок Каз. На территории поссовета был и населенные пункты:Учулен, Сухаринка, Кедровка, Самарский Лог.

## Состав городского поселения
| № | Населённый пункт | Тип населённого пункта      | Население |
| - | ---------------- | --------------------------- | --------- |
| 1 | Кедровка         | посёлок                     | 18        |
| 2 | Сухаринка        | посёлок                     | 31        |
| 3 | Темиртау         | пгт, административный центр | ↗3716     |
| 4 | Учулен           | посёлок                     | 27        |

## Экономика
- Цементный завод — СГМК (в проекте)
- Предприятие по переработке марганца — СГМК (в проекте)
- Малые предприятия (в т ч Темирская Производственная компания (СГМК)
- На территории находятся подразделения Темиртауского рудоуправления (входившего в состав Евразхолдинга), в 2004 Рудоуправление было закрыто, было создано несколько новых предприятий. Евразхолдинг платил экологические платежи.
- Деревообрабатывающие производства

С 1772 по 1864 месторождение железных руд для Томского железоделательного завода (Томское (Кемеровская область))
Транспорт
Через поселение проходит Южно-Кузбасская железная дорога, действует автобусное сообщение.
Станции Ахпун, Учулен, недалеко станция Тенеш.
Автобусные остановки: Учулен, 5 км, Каштау, Темиртау.

## Глава администрации
Избирается советом депутатов поселения с 2016 года
- Хафизов Валерий Васильевич − 2006—2011
- Гульняшкин Валерий Михайлович — 2011—2016
- Кочетков Андрей Викторович — 2016 — 1 декабря 2021
- Кармалит Наталья Трифоновна — 1 декабря 2021- наст. время[14]